# TEDOM C 18
TEDOM C 18 je český nízkopodlažní kloubový autobus, jehož prototyp vyrobila v roce 2010 třebíčská společnost TEDOM. Je odvozen ze standardního typu TEDOM C 12.

## Výroba a provoz
Jediný postavený vůz C 18 byl vyroben ve variantě s pohonem na CNG, má tedy označení C 18 G. Zkušební provoz absolvoval na linkách městské dopravy ve Znojmě (únor–březen 2011), ve Zvolenu (březen 2011), v Ústí nad Labem (duben 2011) a v Bratislavě (říjen 2011). V prosinci 2011 ho za částku 7,6 milionů Kč bez DPH zakoupil Dopravní podnik města Ústí nad Labem, který jej do pravidelného provozu MHD poprvé vypravil s evidenčním číslem 801 dne 5. ledna 2012. Naposledy byl vypraven do provozu 12. září 2023, z linky ale musel být kvůli technické poruše odtažen a od té doby zůstal odstaven. Počátkem roku 2025 byl zařazen mezi historická vozidla.

## Historické vozy
- DP Ústí nad Labem č. 801[3]